# Montanaire
Montanaire é uma comuna da Suíça, situada no distrito de Gros-de-Vaud, no cantão de Vaud. Tem 33,48 km² de área e sua população em 2018 foi estimada em 2.683 habitantes.